# Перчков, Евгений Александрович
Евгений Александрович Перчков — рядовой Вооружённых Сил СССР, участник войны в Афганистане, погиб при исполнении служебных обязанностей, кавалер ордена Красной Звезды (посмертно).

## Биография
Евгений Александрович Перчков родился 17 сентября 1965 года в деревне Нурма Пестречинского района Татарской Автономной Советской Социалистической Республики. После окончания Пимерской восьмилетней школы того же района поступил в среднее профессионально-техническое училище № 93 в селе Усады Высокогорского района Татарской АССР. Получив специальность тракториста, работал в колхозе имени П. М. Гаврилова. Получив специальность тракториста, работал в колхозе имени Кирова. Получив направление районного военного комиссариата, прошёл обучение на водителя тягача в Казанской технической школе ДОСААФ.
1 октября 1983 года Перчков был призван на службу в Вооружённые Силы СССР Пестречинским районным военным комиссариатом Татарской Автономной Советской Социалистической Республики. Пройдя курс обучения в городе Термезе, в декабре того же года он был направлен для дальнейшего прохождения службы в состав ограниченного контингента советских войск в Демократической Республике Афганистан. Участвовал в боевых действиях против вооружённых формирований моджахедов, будучи старшим стрелком в составе 682-го мотострелкового полка 108-й мотострелковой дивизии.
Принимал участие в общей сложности в 12 боевых операциях. Во время последней из них, 9 сентября 1984 года, рядовой Перчков вместе со своими товарищами отражал нападение крупного вооружённого формирования моджахедов на населённый пункт. В разгар того боя он был убит близким разрывом мины, выпущенной противником из миномёта.
Похоронен на кладбище села Пестрецы Республики Татарстан.
Указом Президиума Верховного Совета СССР рядовой Евгений Александрович Перчков посмертно был удостоен ордена Красной Звезды.

## Память
- В честь Перчкова названа улица в селе Пестрецы.
- В память о Перчкове в Пестрецах установлен мемориальный камень[3].
- Постановлением бюро Пестречинского райкома ВЛКСМ 9 сентября было объявлено ежегодным днём памяти Евгения Перчкова.
- Личные вещи Перчкова хранятся в Пестречинском районном краеведческом музее.